# CD Land
CD Land Records es una compañía discográfica con sedes en Novosibirsk, Perm y Ekaterimburgo, Rusia. Es a la vez distribuidora de DVD de empresas transnacionales bajo el nombre de CD Land Video y dueña de las tiendas de discos que llevan el mismo nombre. 

## Historia
Esta compañía comenzó sus funciones en el año 1997 y vende sus productos en Rusia y las otras ex repúblicas soviéticas. A partir de los primeros años de la Federación Rusa, el problema de la piratería se acrecentó en Rusia. Esta empresa rusa acapara el 35% del mercado legal;.
Entre muchos otros artistas que trabajan bajo este sello discográfico se encuentran: Diskoteka Avariya, Zveri, Serdyucha, Zhanna Friske, Dima Bilán y otros.